# 인스티튜트 (밴드)
인스티튜트(Institute)는 미국의 얼터너티브 록 밴드이다.

## 역사
인스티튜트는 2004년 부시의 리드 보컬이었던 개빈 로즈데일, 그리고 헬멧의 멤버였던 크리스 트레이너에 의해 결성되었다. 나중에 베이시스트 캐시 톨먼과 드러머 조시 프리즈가 합류하였다. 프리즈는 임시 멤버였으며, 정식 멤버로는 후에 찰리 워커가 채용되었다.
인터스코프 레코드와 계약을 맺은 인스티튜트는 데뷔 음반 《Distort Yourself》의 녹음 작업을 시작하였다. 헬멧의 프론트맨 페이지 해밀턴이 프로듀싱을 맡았다. 《Distort Yourself》는 2005년 9월 13일 발매되었고, 빌보드 200 차트에 81위에 오르며 첫 주 판매량 12,000장을 기록하였다. 첫 싱글 〈Bullet Proof Skin〉은 영화 《스텔스》의 사운드트랙에 수록되었으며, 메인스트림 록 차트에 28위, 모던 록 차트에 29위에 올랐다.
2007년 밴드가 활동을 중단한 이후, 개빈은 솔로 음반을 준비하고 있다.

## 멤버
- 개빈 로즈데일(Gavin Rossdale) - 보컬, 기타
- 크리스 트레이너(Chris Traynor) - 기타
- 캐시 톨먼(Cache Tolman) - 베이스
- 찰리 워커(Charlie Walker) - 드럼

## 음반 목록
- 《Distort Yourself》(2005년)